# Pavel Churavý
Pavel Churavý (Liberec, 22 aprile 1977) è un ex combinatista nordico ceco.

## Biografia
Pavel Churavý esordisce nel Circo bianco il 10 gennaio 1999 salendo sul gradino più basso del podio in una sprint K115/7,5 km disputata a Garmisch-Partenkirchen, in Germania, valida ai fini della Coppa del Mondo B.
Debutta in Coppa del Mondo il 26 febbraio 2000 a Chaux-Neuve in Francia giungendo 44º in un'individuale Gundersen K90/15 km. Il 19 gennaio 2002 conquista il primo podio in Coppa piazzandosi secondo a Liberec nell'individuale Gundersen K120/15 km alle spalle dello statunitense Bill Demong.
In carriera ha partecipato a quattro edizioni dei Giochi olimpici invernali, Salt Lake City 2002 (16º nell'individuale, 15º nella sprint, 9º nella gara a squadre), Torino 2006 (21º nell'individuale, 31º nella sprint, 8º nella gara a squadre), Vancouver 2010 (12º nel trampolino normale, 5º nel trampolino lungo, 8º nella gara a squadre) e Soči 2014 (23º nel trampolino normale, 32º nel trampolino lungo, 7º nella gara a squadre), e a otto dei Campionati mondiali (6º nella gara a squadre a Liberec 2009 il miglior piazzamento).

## Palmarès

### Coppa del mondo
- Miglior piazzamento in classifica generale: 7º nel 2010
- 4 podi:
  - 2 secondi posti
  - 2 terzi posti